# Liste der Stolpersteine in Baden-Baden

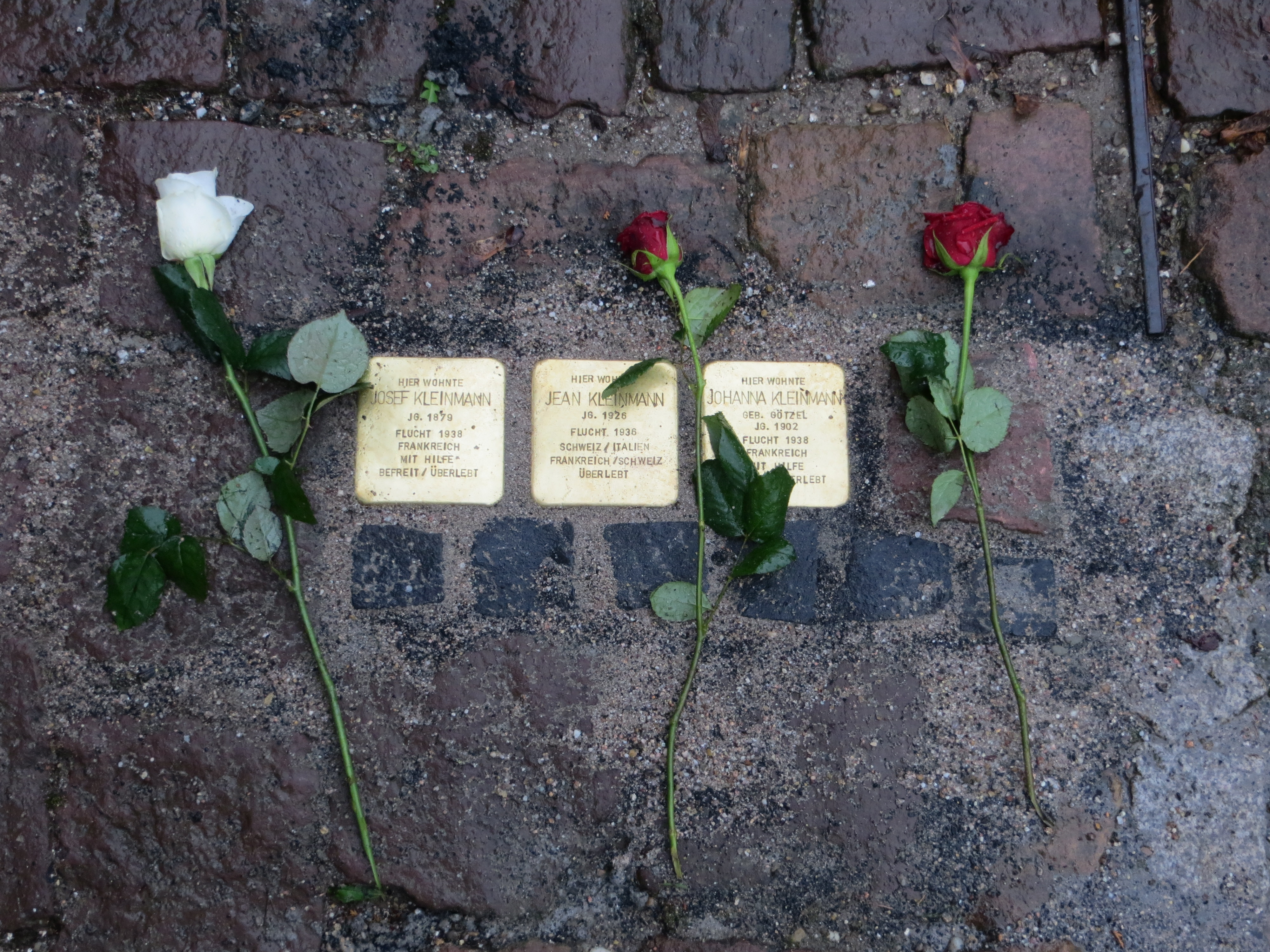
Stolpersteinverlegung am 8. November 2013

Die Stolpersteine in Baden-Baden sind Teil eines europaweiten Projekts des Künstlers Gunter Demnig. Dabei handelt es sich um Mahnmale, die an das Schicksal der Menschen erinnern sollen, die in Baden-Baden gewohnt und von den Nationalsozialisten deportiert und unter anderem in Konzentrationslagern und Vernichtungslagern ermordet wurden.
Am 8. November 2013 wurden zum 75. Jahrestag der Reichspogromnacht weitere zweiundzwanzig Gedenksteine neu verlegt, insgesamt sind es 228.

## Liste der Stolpersteine in Baden-Baden
Zusammengefasste Adressen zeigen an, dass mehrere Stolpersteine an einem Ort verlegt wurden. Die Tabelle ist teilweise sortierbar; die Grundsortierung erfolgt alphabetisch nach der Adresse. Die Spalte Person, Inschrift wird nach dem Namen der Person alphabetisch sortiert.
| Stolperstein    | Person, Inschrift | Verlegeort                                  | Verlege- datum | Information                                                                      |
| --------------- | --- | ------------------------------------------- | -------------- | -------------------------------------------------------------------------------- |
|                 | HIER WOHNTE LUDWIG LIPSKY JG. 1895 FLUCHT 1939 USA | Albrecht-Dürer-Straße 6 (Lage)              | 25. Okt. 2016  | [ GB 1 ]                                                                         |
|                 | HIER WOHNTE SYLVIA LIPSKY GEB. PISTNER JG. 1905 FLUCHT 1939 USA                                                                                                   | Albrecht-Dürer-Straße 6 (Lage)              | 25. Okt. 2016  | [ GB 2 ]                                                                         |
|                 | HIER WOHNTE MARGIT BEATE LIPSKY JG. 1926 FLUCHT 1939 USA | Albrecht-Dürer-Straße 6 (Lage)              | 25. Okt. 2016  | [ GB 3 ]                                                                         |
|                 | HIER WOHNTE HERBERT GÜNTER LIPSKY JG. 1930 FLUCHT 1937 SCHWEIZ USA                                                                                                | Albrecht-Dürer-Straße 6 (Lage)              | 25. Okt. 2016  | [ GB 4 ]                                                                         |
|                 | HIER WOHNTE STEFANIE SCHMITT JG. 1906 PATIENTIN IN MEHREREN HEILANSTALTEN ‚VERLEGT‘ 10.10.1940 GRAFENECK ERMORDET 10.10.1940 ‚AKTION T4‘                          | Bahnweg 3 (Lage)                            | 19. Feb. 2018  | [ GB 5 ]                                                                         |
|                 | HIER WOHNTE HENRIETTE CATO DURLACHER GEB. COHEN JG. 1900 FLUCHT 1933 HOLLAND VERSTECKT GELEBT BEFREIT / ÜBERLEBT                                                  | Beethovenstraße Ecke Lange Straße (Lage)    | 19. Feb. 2018  | [ GB 6 ]                                                                         |
|                 | HIER WOHNTE BENNO DURLACHER JG. 1898 FLUCHT 1933 HOLLAND VERSTECKT GELEBT BEFREIT / ÜBERLEBT                                                                      | Beethovenstraße Ecke Lange Straße (Lage)    | 19. Feb. 2018  | [ GB 7 ]                                                                         |
|                 | HIER WOHNTE LEOFRIED DURLACHER JG. 1923 FLUCHT 1933 HOLLAND VERHAFTET INTERNIERT WESTERBORK FLUCHT 1943 VERSTECKT GELEBT BEFREIT / ÜBERLEBT                       | Beethovenstraße Ecke Lange Straße (Lage)    | 19. Feb. 2018  | [ GB 8 ]                                                                         |
|                 | HIER WOHNTE EVAN DURLACHER JG. 1925 FLUCHT 1933 HOLLAND VERSTECKT GELEBT BEFREIT / ÜBERLEBT                                                                       | Beethovenstraße Ecke Lange Straße (Lage)    | 19. Feb. 2018  | [ GB 9 ]                                                                         |
|                 | HIER WOHNTE ISIDOR WÄLDER JG. 1861 DEPORTIERT 1940 GURS TOT 14.1.1941                                                                                             | Bernhardstraße 5 (Lage)                     | 9. Sep. 2015   | [ GB 10 ]                                                                        |
|                 | HIER WOHNTE IRMA WÄLDER GEB. BEHR JG. 1868 DEPORTIERT 1940 GURS TOT 12.3.1945                                                                                     | Bernhardstraße 5 (Lage)                     | 9. Sep. 2015   | [ GB 11 ]                                                                        |
|                 | HIER WOHNTE RUDOLF SEUBERT JG. 1873 ZENTRUMSPARTEI VERHAFTET 23.8.1944 ‚AKTION GITTER‘ GEFÄNGNIS BADEN-BADEN ENTLASSEN 1944                                       | Bernhardstraße 32                           | 4. März 2020   | [ GB 12 ] [ 3 ]                                                                  |
|                 | HIER WOHNTE NATHAN PFEIFER JG. 1865 DEPORTIERT 1940 GURS TOT 29.9.1941                                                                                            | Bertholdstraße 8                            | 12. Okt. 2010  | [ GB 13 ]                                                                        |
|                 | HIER WOHNTE JOHANNA MAGDALENA KETTERER JG. 1920 EINGEWIESEN 1929 ST. JOSEFANSTALT HERTEN ‚VERLEGT‘ 21.8.1940 ERMORDET 21.8.1940 GRAFENECK AKTION T4               | Beuerner Straße 111 (Lage)                  | 28. Nov. 2011  | [ GB 14 ] [ 4 ]                                                                  |
|                 | HIER WOHNTE EVEL ROSBASCH JG. 1873 FLUCHT 1939 USA | Büttenstraße 5 (Lage)                       | 18. Okt. 2021  |                                                                                  |
|                 | HIER WOHNTE NANA ROSBASCH GEB. KRIZEWSKI JG. 1878 FLUCHT 1939 USA                                                                                                 | Büttenstraße 5 (Lage)                       | 18. Okt. 2021  |                                                                                  |
|                 | HIER WOHNTE FRIEDA ROSBASCH JG. 1903 FLUCHT 1935 PALÄSTINA | Büttenstraße 5 (Lage)                       | 18. Okt. 2021  |                                                                                  |
|                 | HIER WOHNTE ALFRED ROSBASCH JG. 1912 FLUCHT 1938 USA | Büttenstraße 5 (Lage)                       | 18. Okt. 2021  |                                                                                  |
|                 | HIER WOHNTE LOTTE ROSBASCH JG. 1915 FLUCHT 1937 USA | Büttenstraße 5 (Lage)                       | 18. Okt. 2021  |                                                                                  |
|                 | HIER WOHNTE STEPHANIE SPECK GEB. NESSELHAUF JG. 1864 SEIT 1912 MEHRERE ‚HEILANSTALTEN‘ ‚VERLEGT‘ 3.6.1940 GRAFENECK ERMORDET 3.6.1940 ‚AKTION T4‘                 | Frankreichstraße 7 (Lage)                   | 17. März 2023  | [ 1 ]                                                                            |
|                 | HIER WOHNTE DR. ARTHUR BLAUSTEIN JG. 1878 FLUCHT IN DEN TOD 30. APRIL 1942                                                                                        | Fremersbergstraße 6                         | 17. März 2023  | [ 1 ]                                                                            |
|                 | HIER WOHNTE ELISABETH BLAUSTEIN GEB. HITZE DE WAEL JG. 1884 TOT 2. APRIL 1942                                                                                     | Fremersbergstraße 6                         | 17. März 2023  | [ 1 ]                                                                            |
|                 | HIER WOHNTE DR. WERNER BLAUSTEIN JG. 1908 DEPORTIERT 1944 DACHAU TODESMARSCH TOT AN DEN FOLGEN 6. JAN. 1946                                                       | Fremersbergstraße 6                         | 17. März 2023  | [ 1 ]                                                                            |
|                 | HIER WOHNTE MARIANNE BLAUSTEIN JG. 1913 GEDEMÜTIGT / ENTRECHTET ÜBERLEBT                                                                                          | Fremersbergstraße 6                         | 17. März 2023  | [ 1 ]                                                                            |
|                 | HIER WOHNTE LILLY ROSALIE BIELEFELD JG. 1878 GEDEMÜTIGT / ENTRECHTET FLUCHT IN DEN TOD 22.10.1940                                                                 | Fremersbergstraße 41 (Lage)                 | 27. Jan. 2009  | [ GB 15 ]                                                                        |
|                 | HIER WOHNTE CLARA BIELEFELD JG. 1879 DEPORTIERT 1942 RICHTUNG OSTEN ERMORDET IN EINEM KZ                                                                          | Fremersbergstraße 41 (Lage)                 | 27. Jan. 2009  | [ GB 16 ]                                                                        |
|                 | HIER WOHNTE JENNY SALBERG GEB. LEVI JG. 1882 DEPORTIERT 1942 IZBICA ERMORDET1942                                                                                  | Fremersbergstraße 41 (Lage)                 | 27. Jan. 2009  |                                                                                  |
|                 | HIER WOHNTE JULIUS MAYER JG. 1884 DEPORTIERT 1940 GURS TOT 3.12.1941                                                                                              | Fremersbergstraße 103 (Lage)                | 9. Sep. 2015   | [ GB 17 ]                                                                        |
|                 | HIER WOHNTE DR. PAUL KAHN JG. 1886 FLUCHT 1939 ENGLAND | Fürstenbergallee 6 (Lage)                   | 26. Nov. 2014  |                                                                                  |
|                 | HIER WOHNTE KARL-HEINZ KAHN JG. 1921 FLUCHT 1937 ENGLAND USA | Fürstenbergallee 6 (Lage)                   | 26. Nov. 2014  |                                                                                  |
|                 | HIER WOHNTE GERTRUD KAHN GEB. BLACH JG. 1893 FLUCHT 1939 ENGLAND                                                                                                  | Fürstenbergallee 6 (Lage)                   | 26. Nov. 2014  |                                                                                  |
|                 | HIER WOHNTE RICHARD KARRAS JG. 1907 SEIT 1936 IN MEHREREN HEIL- UND PFLEGEANSTALTEN ‚VERLEGT‘ 28.6.1940 ERMORDET 28.6.1940 GRAFENECK AKTION T4                    | Geroldsauer Straße 29 (Lage)                | 28. Nov. 2011  | [ 4 ]                                                                            |
|                 | HIER WOHNTE MARIA ELISABETH KRATTENMACHER JG. 1929 SEIT 1929 IN MEHREREN HEIMEN VERLEGT 26.9.1940 ERMORDET 26.9.1940 GRAFENECK AKTION T4                          | Große Dollenstraße 5 (Lage)                 | 28. Nov. 2011  | [ 4 ]                                                                            |
|                 | HIER WOHNTE EUGEN BRUCHSALER JG. 1886 FLUCHT MÄRZ 1939 LUXEMBOURG / FRANKREICH VERHAFTET 1.7.1940 INTERNIERT DEPORTIERT ERMORDET 1942 IN AUSCHWITZ                | Gunzenbachstraße 8 (Lage)                   | 4. Nov. 2008   | → Hauptartikel : Eugen Bruchsaler                                                |
|                 | HIER WOHNTE MARIE BRUCHSALER GEB. BAER JG. 1888 FLUCHT MÄRZ 1939 LUXEMBOURG TOT APRIL 1939                                                                        | Gunzenbachstraße 8 (Lage)                   | 4. Nov. 2008   | [ GB 18 ]                                                                        |
|                 | HIER WOHNTE JULIUS STERN JG. 1865 GEDEMÜTIGT / ENTRECHTET FLUCHT IN DEN TOD 17.8.1942                                                                             | Hardäckerstraße 12                          | 27. Jan. 2009  | [ GB 19 ]                                                                        |
|                 | HIER WOHNTE BERTA STERN JG. 1878 GEB. SCHNURMANN GEDEMÜTIGT / ENTRECHTET FLUCHT IN DEN TOD 17.8.1942                                                              | Hardäckerstraße 12                          | 27. Jan. 2009  | [ GB 20 ]                                                                        |
|                 | HIER WOHNTE CHARLOTTE EGGARTER GEB. MARCUS JG. 1895 FLUCHT 1939 ENGLAND                                                                                           | Hauptstraße 20                              | 17. März 2023  | [ 1 ]                                                                            |
|                 | HIER WOHNTE DOROTHEA EGGARTER JG. 1920 FLUCHT 1937 BELGIEN IM WIDERSTAND VERSTECKT ÜBERLEBT                                                                       | Hauptstraße 20                              | 17. März 2023  | [ 1 ]                                                                            |
|                 | HIER WOHNTE RENATE EGGARTER JG. 1925 FLUCHT 1938 ENGLAND | Hauptstraße 20                              | 17. März 2023  | [ 1 ]                                                                            |
|                 | HIER WOHNTE ERNST SCHWARZ JG. 1898 FLUCHT 1939 LUXEMBURG 1941 USA                                                                                                 | Heimstraße 1                                | 17. März 2023  | [ 1 ] [ 5 ]                                                                      |
|                 | HIER WOHNTE ILSE SCHWARZ GEB. METZGER JG. 1908 FLUCHT 1939 LUXEMBURG 1941 USA                                                                                     | Heimstraße 1                                | 17. März 2023  | [ 1 ]                                                                            |
|                 | HIER WOHNTE BEATE SCHWARZ JG. 1931 FLUCHT 1939 LUXEMBURG 1941 USA                                                                                                 | Heimstraße 1                                | 17. März 2023  | [ 1 ]                                                                            |
|                 | HIER WOHNTE JULIE LÖW JG. 1875 SEIT 1943 MEHRERE ‚HEILANSTALTEN‘ ‚VERLEGT‘ 9.1.1945 ‚HEILANSTALT‘ IRSEE ERMORDET 30.1.1945                                        | Heimstraße 2                                | 17. März 2023  | [ 1 ]                                                                            |
|                 | HIER WOHNTE LILLY REINBOLD JG. 1897 SEIT 1934 VERSCHIEDENE HEILANSTALTEN ‚VERLEGT‘ 12.6.1944 HEILANSTALT EICHBERG ERMORDET 8.10.1944                              | Höllengasse 7                               | 9. Sep. 2015   | [ GB 21 ]                                                                        |
|                 | HIER WOHNTE HANS FRIED JG. 1905 DEPORTIERT 1940 GURS 1942 AUSCHWITZ ERMORDET                                                                                      | Kaiser-Wilhelm-Straße 1 (Lage)              | 12. Okt. 2010  | [ GB 22 ]                                                                        |
|                 | HIER WOHNTE JOHANNA FRIED GEB. DAVID JG. 1909 DEPORTIERT 1940 GURS ???                                                                                            | Kaiser-Wilhelm-Straße 1 (Lage)              | 12. Okt. 2010  | [ GB 23 ]                                                                        |
|                 | HIER WOHNTE EMIL FRIED JG. 1883 DEPORTIERT 1940 GURS ERMORDET IN AUSCHWITZ                                                                                        | Kaiser-Wilhelm-Straße 1 (Lage)              | 12. Okt. 2010  | [ GB 24 ]                                                                        |
|                 | HIER WOHNTE ANNA FRIED GEB. BLOCH JG. 1896 DEPORTIERT 1940 GURS ERMORDET IN AUSCHWITZ                                                                             | Kaiser-Wilhelm-Straße 1 (Lage)              | 12. Okt. 2010  | [ GB 25 ]                                                                        |
|                 | HIER WOHNTE MARIANNE FRIED JG. 1921 DEPORTIERT ERMORDET IN MAJDANEK                                                                                               | Kaiser-Wilhelm-Straße 1 (Lage)              | 12. Okt. 2010  | [ GB 26 ]                                                                        |
|                 | HIER WOHNTE SIGMUND FRIED JG. 1872 DEPORTIERT 1940 GURS ??? | Kaiser-Wilhelm-Straße 1 (Lage)              | 12. Okt. 2010  | [ GB 27 ]                                                                        |
|                 | HIER WOHNTE FRIEDA FRIED GEB. MARX JG. 1881 DEPORTIERT 1940 GURS ???                                                                                              | Kaiser-Wilhelm-Straße 1 (Lage)              | 12. Okt. 2010  | [ GB 28 ]                                                                        |
|                 | HIER WOHNTE DR. EUGEN FRIED JG. 1880 DEPORTIERT 1940 GURS ??? | Kaiser-Wilhelm-Straße 1 (Lage)              | 12. Okt. 2010  | [ GB 29 ]                                                                        |
|                 | HIER WOHNTE CLARA BAER GEB. HESS JG. 1881 DEPORTIERT 1940 GURS 1944 AUSCHWITZ ERMORDET                                                                            | Kaiser-Wilhelm-Straße 1 (Lage)              | 12. Okt. 2010  |                                                                                  |
|                 | HIER WOHNTE CARL FLESCH JG. 1873 FLUCHT 1935 ENGLAND SCHWEIZ TOT 15.11.1944                                                                                       | Kaiser-Wilhelm-Straße 23                    | 26. Nov. 2014  | [ GB 30 ]                                                                        |
|                 | HIER WOHNTE GUSTAV HAMEL JG. 1859 DEPORTIERT 1943 ERMORDET 1944 IN THERESIENSTADT                                                                                 | Kapuzinerstraße 20 (Lage)                   | 4. Nov. 2008   |                                                                                  |
|                 | HIER WOHNTE MARGARETE HAMEL GEB. BON JG. 1869 GEDEMÜTIGT / ENTRECHTET FLUCHT IN DEN TOD 21.8.1942                                                                 | Kapuzinerstraße 20 (Lage)                   | 4. Nov. 2008   |                                                                                  |
|                 | HIER WOHNTE JEAN KLEINMANN JG. 1926 FLUCHT 1936 SCHWEIZ / ITALIEN FRANKREICH / SCHWEIZ ÜBERLEBT                                                                   | Kronprinzenstraße 1 (Lage)                  | 8. Nov. 2013   | [ 6 ]                                                                            |
|                 | HIER WOHNTE JOHANNA KLEINMANN GEB. GÖTZEL JG. 1902 FLUCHT 1938 FRANKREICH MIT HILFE BEFREIT / ÜBERLEBT                                                            | Kronprinzenstraße 1 (Lage)                  | 8. Nov. 2013   |                                                                                  |
|                 | HIER WOHNTE JOSEF KLEINMANN JG. 1879 FLUCHT 1938 FRANKREICH MIT HILFE BEFREIT / ÜBERLEBT                                                                          | Kronprinzenstraße 1 (Lage)                  | 8. Nov. 2013   |                                                                                  |
|                 | HIER WOHNTE SOFIE WOLF JG. 1890 GEDEMÜTIGT / ENTRECHTET FLUCHT IN DEN TOD 3.9.1939                                                                                | Lange Straße 16 (Lage)                      | 28. Nov. 2011  | [ 4 ]                                                                            |
|                 | HIER WOHNTE OSKAR WOLF JG. 1886 DEPORTIERT 1940 GURS / DRANCY 1943 ERMORDET                                                                                       | Lange Straße 16 (Lage)                      | 28. Nov. 2011  |                                                                                  |
|                 | HIER WOHNTE ELSA WOLF JG. 1900 GEB. SCHACHMANN DEPORTIERT 1940 GURS ÜBERLEBT IN FRANKREICH                                                                        | Lange Straße 16 (Lage)                      | 28. Nov. 2011  |                                                                                  |
|                 | HIER WOHNTE WERNER HEINZ WOLF JG. 1921 FLUCHT 1939 ENGLAND ÜBERLEBT                                                                                               | Lange Straße 16 (Lage)                      | 28. Nov. 2011  |                                                                                  |
|                 | HIER WOHNTE ERICH ALFRED WOLF JG. 1925 FLUCHT 1939 ENGLAND ÜBERLEBT                                                                                               | Lange Straße 16 (Lage)                      | 28. Nov. 2011  |                                                                                  |
|                 | HIER WOHNTE FRANZ BIRNBRÄUER JG. 1899 SEIT 1941 IN MEHREREN HEILANSTALTEN ‚VERLEGT‘ 1944 HADAMAR ERMORDET 3.1.1945                                                | Lange Straße 46                             | 26. Nov. 2014  | [ GB 31 ]                                                                        |
|                 | HIER WOHNTE HERMINE KÖNIG GEB. MÜLLER JG. 1893 ZEUGIN JEHOVAS VERHAFTET 1937 MORINGEN RAVENSBRÜCK ERMORDET 27.3.1942                                              | Laubstraße 7 (Lage)                         | 8. Nov. 2013   | [ GB 32 ]                                                                        |
|                 | HIER WOHNTE OTTO LEO BIRNBRÄUER JG. 1901 SEIT 1932 IN MEHREREN HEILANSTALTEN VERLEGT 28.6.1940 GRAFENECK ERMORDET 28.6.1940 AKTION T4                             | Laubstraße 9 (Lage)                         | 8. Nov. 2013   |                                                                                  |
|                 | HIER WOHNTE REGINA NACHMANN GEB. LAZARUS JG. 1861 FLUCHT 1936 PALÄSTINA ÜBERLEBT                                                                                  | Lichtentaler Straße 14 (Lage)               | 8. Nov. 2013   |                                                                                  |
|                 | HIER WOHNTE ROBERT NACHMANN JG. 1884 FLUCHT 1936 SCHWEIZ PALÄSTINA ÜBERLEBT                                                                                       | Lichtentaler Straße 14 (Lage)               | 8. Nov. 2013   |                                                                                  |
|                 | HIER WOHNTE FRIEDA NACHMANN GEB. BLUM JG. 1885 FLUCHT 1936 SCHWEIZ PALÄSTINA ÜBERLEBT                                                                             | Lichtentaler Straße 14 (Lage)               | 8. Nov. 2013   |                                                                                  |
|                 | HIER WOHNTE MAX NACHMANN JG. 1912 FLUCHT 1935 SCHWEIZ PALÄSTINA ÜBERLEBT                                                                                          | Lichtentaler Straße 14 (Lage)               | 8. Nov. 2013   |                                                                                  |
|                 | HIER WOHNTE IRENE NACHMANN JG. 1919 FLUCHT 1936 SCHWEIZ PALÄSTINA ÜBERLEBT                                                                                        | Lichtentaler Straße 14 (Lage)               | 8. Nov. 2013   |                                                                                  |
|                 | HIER WOHNTE ERICH EIL GEB. MARKUS JG. 1889 FLUCHT 1933 VERHAFTET 1939 DEPORTIERT 1942 LUBLIN ERMORDET 1943 IN MAJDANEK                                            | Lichtentaler Straße 42                      | 27. Jan. 2009  |                                                                                  |
|                 | HIER WOHNTE JOHANNA EIL GEB. ELTERMANN JG. 1902 FLUCHT 1933 FRANKREICH DEPORTIERT 1944 ERMORDET 1944 IN MAJDANEK                                                  | Lichtentaler Straße 42                      | 27. Jan. 2009  |                                                                                  |
|                 | HIER WOHNTE FANNY EIL JG. 1930 FLUCHT 1933 FRANKREICH 1943 SCHWEIZ ÜBERLEBT                                                                                       | Lichtentaler Straße 42                      | 27. Jan. 2009  |                                                                                  |
|                 | HIER WOHNTE ERIKA EIL JG. 1932 FLUCHT 1933 FRANKREICH 1943 SCHWEIZ ÜBERLEBT                                                                                       | Lichtentaler Straße 42                      | 27. Jan. 2009  |                                                                                  |
|                 | HIER WOHNTE GEORGETTE EIL JG. 1934 AUF DER FLUCHT GEBOREN 1943 SCHWEIZ ÜBERLEBT                                                                                   | Lichtentaler Straße 42                      | 27. Jan. 2009  |                                                                                  |
|                 | HIER WOHNTE ARTHUR DURLACHER JG. 1902 FLUCHT 1937 HOLLAND DEPORTIERT 1942 ERMORDET 1945 IN BERGEN-BELSEN                                                          | Lichtentaler Straße 56 (Lage)               | 4. Nov. 2008   |                                                                                  |
|                 | HIER WOHNTE GERHARD DURLACHER JG. 1928 FLUCHT 1937 HOLLAND DEPORTIERT 1942 AUSCHWITZ GROSS-ROSEN ÜBERLEBT                                                         | Lichtentaler Straße 56 (Lage)               | 4. Nov. 2008   | [ 7 ]                                                                            |
|                 | HIER WOHNTE ERNA DURLACHER GEB. SOLOMONICA JG. 1905 FLUCHT 1937 HOLLAND DEPORTIERT 1942 ERMORDET 1942 IN STUTTHOF                                                 | Lichtentaler Straße 56 (Lage)               | 4. Nov. 2008   |                                                                                  |
|                 | HIER WOHNTE SALIE HARRIS JG. 1882 VERHAFTET 1934 ZUCHTHAUS BRUCHSAL ERMORDET 1938 IN BUCHENWALD                                                                   | Lichtentaler Straße 88 (Lage)               | 27. Jan. 2009  |                                                                                  |
|                 | HIER WOHNTE MARIE MAIER JG. 1905 SEIT 1925 VERSCHIEDENE HEILANSTALTEN ‚VERLEGT‘ 6.8.1940 GRAFENECK ERMORDET 6.8.1940 AKTION T4                                    | Ludwig-Wilhelm Straße 4 (Lage)              | 9. Sep. 2015   | [ GB 33 ]                                                                        |
|                 | HIER WOHNTE BERTA DREIFUSS GEB. SPRINGER JG. 1873 DEPORTIERT 1940 GURS TOT 6.11.1940                                                                              | Ludwig-Wilhelm Straße 6 (Lage)              | 27. Jan. 2009  | [ GB 34 ]                                                                        |
|                 | HIER WOHNTE ERNST DREIFUSS JG. 1901 FLUCHT 1939 DÄNEMARK SCHWEDEN USA                                                                                             | Ludwig-Wilhelm Straße 6 (Lage)              | 26. Nov. 2014  | [ GB 35 ]                                                                        |
|                 | HIER WOHNTE ANNA MICHAELIS JG. 1860 DEPORTIERT 1942 THERESIENSTADT ERMORDET 31.8.1942                                                                             | Ludwig-Wilhelm Straße 6 (Lage)              | 27. Jan. 2009  |                                                                                  |
|                 | HIER WOHNTE WILHELM MICHAELIS JG. 1861 FLUCHT 1939 ENGLAND ÜBERLEBT                                                                                               | Ludwig-Wilhelm Straße 6 (Lage)              | 27. Jan. 2009  |                                                                                  |
|                 | HIER WOHNTE EMIL KAUFMANN JG. 1888 EINGEWIESEN 1923 HEILANSTALT ILLENAU ‚VERLEGT‘ 24.10.1940 GRAFENECK ERMORDET 24.10.1940 ‚AKTION T4‘                            | Ludwig-Wilhelm Straße 20 (Lage)             | 4. März 2020   | [ GB 36 ]                                                                        |
|                 | HIER WOHNTE HILDA FALK GEB. LEHMANN JG. 1886 VERHAFTET 1939 U-GEFÄNGNIS KARLSRUHE DEPORTIERT 1940 GURS ENTLASSEN 2.4.1941 MIT HILFE ÜBERLEBT                      | Maria-Viktoria Straße 18 (Lage)             | 25. Okt. 2016  | [ GB 37 ]                                                                        |
|                 | HIER WOHNTE INGEBORG ISABELLE FALK VERH. CARLSON JG. 1916 FLUCHT 1933 FRANKREICH 1942 USA                                                                         | Maria-Viktoria Straße 18 (Lage)             | 25. Okt. 2016  | [ GB 38 ]                                                                        |
|                 | HIER WOHNTE ELISE LEHMANN GEB. ODENHEIMER JG. 1863 DEPORTIERT 1940 GURS ENTLASSEN 2.4.1941 MIT HILFE ÜBERLEBT                                                     | Maria-Viktoria Straße 18 (Lage)             | 25. Okt. 2016  | [ GB 39 ]                                                                        |
| Bild gesucht BW | HIER WOHNTE LINA MARIE SCHÖBEL [...] | Maria-Viktoria Straße 53 (Lage)             | 28. Nov. 2011  | [ 4 ]                                                                            |
|                 | HIER WOHNTE EMILIE BARBARA GREINER JG. 1882 SEIT 1923 IN MEHREREN HEIL- UND PFLEGEANSTALTEN ´VERLEGT´ 11.11.1940 ERMORDET 11.11.1940 GRAFENECK AKTION T4          | Maria-Viktoria Straße 53 (Lage)             | 28. Nov. 2011  | [ GB 40 ]                                                                        |
|                 | HIER WOHNTE FRIEDA HEHL JG. 1898 SEIT 1925 VERSCHIEDENE HEILANSTALTEN ‚VERLEGT‘ 12.8.1940 GRAFENECK ERMORDET 12.8.1940 ‚AKTION T4‘                                | Marktplatz 18                               | 25. Okt. 2016  | [ GB 41 ]                                                                        |
|                 | HIER WOHNTE ERNST MEHLICH ‚ERNESTO MEHLICH‘ JG. 1888 GENERALMUSIKDIREKTOR 1933 BERUFSVERBOT FLUCHT BRASILIEN                                                      | Maximilianstraße 62 (Lage)                  | 17. März 2023  | [ 1 ]                                                                            |
|                 | HIER WOHNTE DR. FRANZ LUST JG. 1880 GEDEMÜTIGT / ENTRECHTET FLUCHT IN DEN TOD 23.3.1939                                                                           | Meisenkopfstraße 1 (Lage)                   | 26. Nov. 2014  | Für Franz Lust wurde bereits im März 2008 ein Stolperstein in Karlsruhe verlegt. |
|                 | HIER WOHNTE LILLY LUST GEB. HAMBURGER JG. 1889 FLUCHT 1939 SCHWEIZ USA                                                                                            | Meisenkopfstraße 1 (Lage)                   | 26. Nov. 2014  | [ GB 43 ]                                                                        |
|                 | HIER WOHNTE STEPHANIE STEINEL JG. 1878 SEIT 1917 MEHRERE HEILANSTALTEN ´VERLEGT´ 18.7.1940 GRAFENECK ERMORDET 18.7.1940 ´AKTION T4´                               | Merkurstraße 11 (Lage)                      | 18. Okt. 2021  |                                                                                  |
|                 | HIER WOHNTE HENRIETTE WOLFF GEB. DREYFUSS JG. 1869 FLUCHT 1938 SCHWEIZ                                                                                            | Merkurstraße 14 (Lage)                      | 18. Okt. 2021  |                                                                                  |
|                 | HIER WOHNTE ERNST WOLFF JG. 1905 FLUCHT 1938 USA | Merkurstraße 14 (Lage)                      | 18. Okt. 2021  | → Hauptartikel : Ernst Wolff (Sänger)                                            |
|                 | HIER WOHNTE HERMANN NETTER JG. 1870 1942 ISRAELITISCHES KRANKENHAUS MANNHEIM DEPORTIERT 1942 THERESIENSTADT ERMORDET 15.9.1942                                    | Moltkestraße 3 (Lage)                       | 26. Nov. 2014  | [ GB 44 ]                                                                        |
|                 | HIER WOHNTE OSKAR NETTER JG. 1906 DEPORTIERT 1940 GURS FLUCHT 1941 KUBA USA ÜBERLEBT                                                                              | Moltkestraße 3 (Lage)                       | 26. Nov. 2014  | [ GB 45 ]                                                                        |
|                 | HIER WOHNTE GERTRUD NETTER GEB. MAINZER JG. 1873 GEDEMÜTIGT / ENTRECHTET 1942 ISRAELITISCHES KRANKENHAUS MANNHEIM TOT 14.6.1942                                   | Moltkestraße 3 (Lage)                       | 26. Nov. 2014  | [ GB 46 ]                                                                        |
|                 | HIER WOHNTE DOROTHEA HECHT JG. 1875 DEPORTIERT 1940 GURS TOT 3.9.1941                                                                                             | Moltkestraße 3 (Lage)                       | 26. Nov. 2014  | [ GB 47 ]                                                                        |
|                 | HIER WOHNTE RUDOLF TONELLO JG. 1899 EINGEWIESEN 1930 HEIL- UND PFLEGEANSTALT ILLENAU 1930 EMMENDINGEN ‚VERLEGT‘ 8.7.1940 ERMORDET 8.7.1940 GRAFENECK AKTION T4    | Oliverstraße 1 (Lage)                       | 28. Nov. 2011  | [ 4 ]                                                                            |
|                 | HIER WOHNTE JAKOB FRIEDRICH ROOS JG. 1889 FLUCHT 1939 ENGLAND | Ooser Bahnhofstraße 13 (Lage)               | 19. Feb. 2018  | [ GB 48 ]                                                                        |
|                 | HIER WOHNTE HELMA ROOS GEB. BAER JG. 1899 FLUCHT 1939 ENGLAND | Ooser Bahnhofstraße 13 (Lage)               | 18. Okt. 2021  | [ GB 49 ]                                                                        |
|                 | HIER WOHNTE HANS ROOS JG. 1921 FLUCHT 1939 ENGLAND | Ooser Bahnhofstraße 13 (Lage)               | 19. Feb. 2018  | [ GB 50 ]                                                                        |
|                 | HIER WOHNTE GRETEL ROOS JG. 1924 FLUCHT 1939 ENGLAND | Ooser Bahnhofstraße 13 (Lage)               | 19. Feb. 2018  | [ GB 51 ]                                                                        |
|                 | HIER WOHNTE SALOMON BAER JG. 1870 DEPORTIERT 1940 GURS ERMORDET 16.11.1940                                                                                        | Ooser Bahnhofstraße 13 (Lage)               | 18. Okt. 2021  | [ GB 52 ]                                                                        |
|                 | HIER WOHNTE ERNST MAINZER JG. 1886 FLUCHT 1939 KUBA MS ST.LOUIS EINREISE VERWEIGERT HOLLAND / WESTERBORK DEPORTIERT 1942 AUSCHWITZ ERMORDET 31.8.1942             | Ooser Hauptstraße 18 (Lage)                 | 19. Feb. 2018  | [ GB 53 ]                                                                        |
|                 | HIER WOHNTE OLGA MAINZER GEB. SALOMON JG. 1889 FLUCHT 1939 KUBA MS ST.LOUIS EINREISE VERWEIGERT HOLLAND / WESTERBORK DEPORTIERT 1942 AUSCHWITZ ERMORDET 31.8.1942 | Ooser Hauptstraße 18 (Lage)                 | 19. Feb. 2018  | [ GB 54 ]                                                                        |
|                 | HIER WOHNTE HERBERT MAINZER JG. 1920 FLUCHT 1939 ENGLAND | Ooser Hauptstraße 18 (Lage)                 | 19. Feb. 2018  | [ GB 55 ]                                                                        |
|                 | HIER WOHNTE ALFRED MAINZER JG. 1920 FLUCHT 1939 ENGLAND | Ooser Hauptstraße 18 (Lage)                 | 19. Feb. 2018  | [ GB 56 ]                                                                        |
|                 | HIER WOHNTE ALPHONS STIEFEL JG. 1897 EINGEWIESEN 1924 HEILANSTALT EMMENDINGEN ´VERLEGT´ 15.7.1940 GRAFENECK ERMORDET 15.7.1940 ´AKTION T4´                        | Ooser Inselstraße 4 (Lage)                  | 19. Feb. 2018  | [ GB 57 ]                                                                        |
|                 | HIER WOHNTE MARIA FRANZISKA EISELE JG. 1895 SEIT 1914 MEHRERE HEILANSTALTEN MIT UNTERBRECHUNGEN ´VERLEGT´ 1944 HEILANSTALT HADAMAR ERMORDET 4.12.1944             | Ooser Sophienstraße 4 (Lage)                | 19. Feb. 2018  | [ GB 58 ]                                                                        |
|                 | HIER WOHNTE DR. ARTHUR FLEHINGER JG. 1884 ZWANGSWEISE IN DEN RUHESTAND VERSETZT 31.12.1935 FLUCHT 1939 ENGLAND                                                    | Prinz-Weimar-Straße 10 (Lage)               | 25. Okt. 2016  | [ GB 59 ]                                                                        |
|                 | HIER WOHNTE ANNA FLEHINGER GEB. LIPSKY JG. 1894 FLUCHT 1939 ENGLAND                                                                                               | Prinz-Weimar-Straße 10 (Lage)               | 25. Okt. 2016  | [ GB 60 ]                                                                        |
|                 | HIER WOHNTE GERHARD FLEHINGER JG. 1921 FLUCHT 1936 ENGLAND | Prinz-Weimar-Straße 10 (Lage)               | 25. Okt. 2016  | [ GB 61 ]                                                                        |
|                 | HIER WOHNTE WALTER FLEHINGER JG. 1924 FLUCHT 1937 ENGLAND | Prinz-Weimar-Straße 10 (Lage)               | 25. Okt. 2016  | [ GB 62 ]                                                                        |
|                 | HIER WOHNTE KLARA LIPSKY GEB. SALINGER JG. 1863 GEDEMÜTIGT / ENTRECHTET TOT 21.1.1941                                                                             | Prinz-Weimar-Straße 10 (Lage)               | 25. Okt. 2016  | [ GB 63 ]                                                                        |
|                 | HIER WOHNTE GUSTAV WEIL JG. 1890 VERHAFTET FEB. 1937 GEFÄNGNIS RASTATT VERURTEILT NOV. 1937 GEFÄNGNIS BRUCHSAL 1942 MAUTHAUSEN ERMORDET 20.6.1942                 | Quettigstraße 10 (Lage)                     | 4. März 2020   | [ GB 64 ]                                                                        |
|                 | HIER WOHNTE SIDONIE WEIL GEB. LANDAUER JG. 1901 FLUCHT 1939 PALÄSTINA                                                                                             | Quettigstraße 10 (Lage)                     | 4. März 2020   | [ GB 65 ]                                                                        |
|                 | HIER WOHNTE INGEBORG REGINA WEIL JG. 1923 FLUCHT 1939 PALÄSTINA                                                                                                   | Quettigstraße 10 (Lage)                     | 4. März 2020   | [ GB 66 ]                                                                        |
|                 | HIER WOHNTE ELINOR WEIL JG. 1925 FLUCHT 1939 PALÄSTINA | Quettigstraße 10 (Lage)                     | 4. März 2020   | [ GB 67 ]                                                                        |
|                 | HIER WOHNTE HANS PETER WEIL JG. 1933 FLUCHT 1939 PALÄSTINA | Quettigstraße 10 (Lage)                     | 4. März 2020   | [ GB 68 ]                                                                        |
|                 | HIER WOHNTE ADOLF DEUTSCH JG. 1879 IM WIDERSTAND VERHAFTET 1935 DACHAU 1938 BUCHENWALD FLUCHT 1939 SHANGHAI ÜBERLEBT                                              | Rettigstraße 4 (Lage)                       | 8. Nov. 2013   | [ GB 69 ]                                                                        |
|                 | HIER WOHNTE MINA DEUTSCH GEB. HAMMEL JG. 1879 DEPORTIERT 1940 GURS 1942 AUSCHWITZ ERMORDET 14.8.1942                                                              | Rettigstraße 4 (Lage)                       | 8. Nov. 2013   | [ GB 70 ]                                                                        |
|                 | HIER WOHNTE IRENE DEUTSCH JG. 1910 DEPORTIERT 1940 GURS 1942 AUSCHWITZ ERMORDET 14.8.1942                                                                         | Rettigstraße 4 (Lage)                       | 8. Nov. 2013   | [ GB 71 ]                                                                        |
|                 | HIER WOHNTE MELANIE SCHAALMANN GEB. ROOS JG. 1885 DEPORTATION 1940 GURS 1942 AUSCHWITZ ERMORDET 12.8.1942                                                         | Rettigstraße 4 (Lage)                       | 8. Nov. 2013   | [ GB 72 ]                                                                        |
|                 | HIER WOHNTE ANNA BACH JG. 1876 SEIT 1905 IN MEHREREN HEILANSTALTEN ‚VERLEGT‘ 16.6.1940 GRAFENECK ERMORDET 16.6.1940 AKTION T4                                     | Rheinstraße 21 (Lage)                       | 8. Nov. 2013   | [ GB 73 ]                                                                        |
|                 | HIER WOHNTE EUGEN BURKARD GEN. KUTTER JG. 1907 EINGEWIESEN 1921 ST. JOSEFSANSTALT HERTEN ´VERLEGT´ 6.9.1940 GRAFENECK ERMORDET 6.9.1940 ´AKTION T4´               | Rheinstraße 191 (Lage)                      | 19. Feb. 2018  | [ GB 74 ]                                                                        |
|                 | HIER WOHNTE FRIEDA SCHUSTER GEB. KIRCHENBAUER JG. 1860 EINGEWIESEN 1935 KREISPFLEGEANSTAL HUB ‚VERLEGT‘ 19.6.1940 ERMORDET 19.6.1940 GRAFENECK AKTION T4          | Rotenbachtalstraße 10 (Lage)                | 28. Nov. 2011  | [ 4 ]                                                                            |
|                 | HIER WOHNTE DR. KURT LEHMANN JG. 1909 FLUCHT MÄRZ 1939 LUXEMBURG/FRANKREICH VERHAFTET 1.7.1940 INTERNIERT/DEPORTIERT ERMORDET 1942 IN AUSCHWITZ                   | Schillerstraße 3 (Lage)                     | 4. Nov. 2008   | [ GB 75 ]                                                                        |
|                 | HIER WOHNTE LISELOTTE LEHMANN GEB. BRUCHSALER JG. 1914 FLUCHT MÄRZ 1939 LUXEMBURG/FRANKREICH VERHAFTET 1.7.1940 INTERNIERT 1940 GURS GEFLOHEN/ÜBERLEBT            | Schillerstraße 3 (Lage)                     | 4. Nov. 2008   | [ GB 76 ]                                                                        |
|                 | HIER WOHNTE DR. SALOMON NEUMANN JG. 1874 GEDEMÜTIGT / ENTRECHTET FLUCHT IN DEN TOD 22.10.1940                                                                     | Schillerstraße 5 (Lage)                     | 12. Okt. 2010  | [ GB 77 ]                                                                        |
|                 | HIER WOHNTE HELENE NEUMANN GEB. BERLINER JG. 1879 GEDEMÜTIGT / ENTRECHTET FLUCHT IN DEN TOD 22.10.1940                                                            | Schillerstraße 5 (Lage)                     | 12. Okt. 2010  | [ GB 78 ]                                                                        |
|                 | HIER WOHNTE ANDREAS FISCHER JG. 1908 EINGEWIESEN 19.4.1943 HEILANSTALT GEISINGEN ERMORDET 3.8.1944                                                                | Schussbachstraße 3                          | 25.10.2016     | [ GB 79 ]                                                                        |
|                 | HIER WOHNTE KARL HÖRTH JG. 1896 IM WIDERSTAND / KPD 1933–1937 MEHRFACH INHAFTIERT ALS ´FRONTARBEITER´ IN ITALIEN TOT 7. MÄRZ 1944                                 | Seelachstraße 4 (Lage)                      | 17. März 2023  | [ 1 ] [ GB 80 ]                                                                  |
|                 | HIER WOHNTE KURT GOTTLOB FALK JG. 1910 [...] | Seelachstraße 8                             | 17. März 2023  | [ 1 ] [ GB 81 ]                                                                  |
|                 | HIER WOHNTE PAULA STERK GEB. KÖHLER JG. 1903 SEIT 1941 IN MEHREREN HEIL- UND PFLEGEANSTALTEN ´VERLEGT´ 1943 HEIL- UND PFLEGEANSTALT HOERDT TOT 6.10.1944          | Seilerstraße 7 (Lage)                       | 8. Nov. 2013   | [ 4 ] [ GB 82 ]                                                                  |
|                 | HIER WOHNTE HERMANN BAUSEN JG. 1896 IM WIDERSTAND ´SCHUTZHAFT´ 1940 GEFÄNGNIS BÜHL DACHAU SACHSENHAUSEN 1940 NEUENGAMME BEFREIT                                   | Sinzheimer Straße 36 (Lage)                 | 19. Feb. 2018  | [ GB 83 ]                                                                        |
|                 | HIER WOHNTE KARL KROMAYER JG. 1875 SEIT 1925 MEHRERE HEILANSTALTEN ´VERLEGT´ 10.7.1940 GRAFENECK ERMORDET 10.7.1940 ´AKTION T4´                                   | Sinzheimer Straße 38 (Lage)                 | 19. Feb. 2018  | [ GB 84 ]                                                                        |
|                 | HIER WOHNTE THEODOR KÖHLER JG. 1880 DEPORTIERT 1940 GURS ERMORDET 1942 IN AUSCHWITZ                                                                               | Sonnenplatz 1 (Lage)                        | 4. Nov. 2008   | [ GB 85 ]                                                                        |
|                 | HIER WOHNTE AUGUSTE KÖHLER GEB. STERN JG. 1876 DEPORTIERT 1940 GURS ERMORDET 1942 IN AUSCHWITZ                                                                    | Sonnenplatz 1 (Lage)                        | 4. Nov. 2008   | [ GB 86 ]                                                                        |
|                 | HIER WOHNTE RUTH KÖHLER VERH. GREBENAU JG. 1914 FLUCHT 1935 PALÄSTINA                                                                                             | Sonnenplatz 1 (Lage)                        | 4. März 2020   | [ GB 87 ]                                                                        |
|                 | HIER WOHNTE HANS ISIDOR WEIL JG. 1911 FLUCHT 1937 SÜDAFRIKA | Sonnenplatz 1 (Lage)                        | 4. März 2020   | [ GB 88 ]                                                                        |
|                 | HIER WOHNTE EUGENIE WEIL GEB. STERN JG. 1880 DEPORTIERT 1940 GURS FLUCHT 1942 USA                                                                                 | Sonnenplatz 1 (Lage)                        | 4. März 2020   | [ GB 89 ]                                                                        |
|                 | HIER WOHNTE EMMA BAIER JG. 1877 EINGEWIESEN 1929 HEILANSTALT EMMENDINGEN ´VERLEGT´ 26.7.1940 GRAFENECK ERMORDET 26.7.1940 ´AKTION T4`                             | Sophienstraße 5 (Lage)                      | 25. Okt. 2016  | [ GB 90 ]                                                                        |
|                 | HIER WOHNTE MINA KAUFMANN GEB. ROOS JG. 1871 FLUCHT 1939 PERU | Sophienstraße 7 (Lage)                      | 25. Okt. 2016  | [ GB 91 ]                                                                        |
|                 | HIER WOHNTE DR. JAKOB ROOS JG. 1868 DEPORTIERT 1940 GURS BEFREIT                                                                                                  | Sophienstraße 7 (Lage)                      | 25. Okt. 2016  | [ GB 92 ]                                                                        |
|                 | HIER WOHNTE THERESE ROOS GEB. LANG JG. 1872 DEPORTIERT 1940 GURS SCHICKSAL UNBEKANNT                                                                              | Sophienstraße 7 (Lage)                      | 25. Okt. 2016  | [ GB 93 ]                                                                        |
|                 | HIER WOHNTE DORA JOSEPH GEB. METZGER JG. 1873 DEPORTIERT 1940 GURS TOT 30.12.1940                                                                                 | Sophienstraße 10 (Lage)                     | 9. Sep. 2015   | [ GB 94 ]                                                                        |
|                 | HIER WOHNTE CILLY GROS GEB. METZGER JG. 1876 DEPORTIERT 1940 GURS FLUCHT 1943 USA                                                                                 | Sophienstraße 10 (Lage)                     | 9. Sep. 2015   | [ GB 95 ]                                                                        |
|                 | HIER WOHNTE ELSE WEISS GEB. HERZ JG. 1877 VERHAFTET 1938 GEFÄNGNIS BRUCHSAL 1941 ALTERSHEIM MANNHEIM DEPORTIERT 1942 THERESIENSTADT 1944 AUSCHWITZ ERMORDET       | Sophienstraße 16 (Lage)                     | 25. Okt. 2016  |                                                                                  |
|                 | HIER WOHNTE IDA MAYER JG. 1879 DEPORTIERT 1940 GURS INTERNIERT DRANCY 1942 AUSCHWITZ ERMORDET                                                                     | Sophienstraße 16 (Lage)                     | 25. Okt. 2016  |                                                                                  |
|                 | HIER WOHNTE EMMA MAYER JG. 1881 DEPORTIERT 1940 GURS INTERNIERT RECEBEDOU TOT 21.2.1942                                                                           | Sophienstraße 16 (Lage)                     | 25. Okt. 2016  |                                                                                  |
|                 | HIER WOHNTE JULIUS NACHMANN JG. 1869 DEPORTIERT 1940 GURS ERMORDET 1942 IN AUSCHWITZ                                                                              | Sophienstraße 20 (Lage)                     | 4. Nov. 2008   |                                                                                  |
|                 | HIER WOHNTE FLORINE NACHMANN GEB. BLUM JG. 1874 DEPORTIERT 1940 GURS TOT 27.12.1940                                                                               | Sophienstraße 20 (Lage)                     | 4. Nov. 2008   |                                                                                  |
|                 | HIER WOHNTE HERMANN NACHMANN JG. 1900 FLUCHT FRANKREICH ÜBERLEBT                                                                                                  | Sophienstraße 20 (Lage)                     | 4. Nov. 2008   |                                                                                  |
|                 | HIER WOHNTE RUDOLF NACHMANN JG. 1901 FLUCHT 1938 USA ÜBERLEBT | Sophienstraße 20 (Lage)                     | 4. Nov. 2008   |                                                                                  |
|                 | HIER WOHNTE SIGMUND WILDBERG JG. 1876 DEPORTIERT 1940 GURS RECEBEDOU                                                                                              | Sophienstraße 20 (Lage)                     | 4. Nov. 2008   |                                                                                  |
|                 | HIER WOHNTE JOHANNA WILDBERG GEB. GUMPRICH JG. 1879 DEPORTIERT 1940 GURS TOT 30.11.1940                                                                           | Sophienstraße 20 (Lage)                     | 4. Nov. 2008   |                                                                                  |
|                 | HIER WOHNTE JOSEF GÖTZEL JG. 1875 FLUCHT 1933 PALÄSTINA ÜBERLEBT                                                                                                  | Sophienstraße 22 (Lage)                     | 8. Nov. 2013   |                                                                                  |
|                 | HIER WOHNTE MARTHA GÖTZEL GEB. BLUMENSOHN JG. 1878 FLUCHT 1937 PALÄSTINA ÜBERLEBT                                                                                 | Sophienstraße 22 (Lage)                     | 8. Nov. 2013   |                                                                                  |
|                 | HIER WOHNTE LEOPOLD GÖTZEL JG. 1907 FLUCHT 1933 ENGLAND BRASILIEN ÜBERLEBT                                                                                        | Sophienstraße 22 (Lage)                     | 8. Nov. 2013   |                                                                                  |
|                 | HIER WOHNTE KÄTHE GÖTZEL JG. 1909 FLUCHT 1939 ENGLAND BRASILIEN ÜBERLEBT                                                                                          | Sophienstraße 22 (Lage)                     | 8. Nov. 2013   |                                                                                  |
|                 | HIER WOHNTE DAVID GÖTZEL JG. 1913 FLUCHT 1935 POLEN MIT HILFE BEFREIT/ÜBERLEBT                                                                                    | Sophienstraße 22 (Lage)                     | 8. Nov. 2013   |                                                                                  |
|                 | HIER WOHNTE SALOMON GÖTZEL JG. 1918 FLUCHT 1938 POLEN MIT HILFE BEFREIT/ÜBERLEBT                                                                                  | Sophienstraße 22 (Lage)                     | 8. Nov. 2013   |                                                                                  |
|                 | HIER WOHNTE GERTRUD FREUND GEB. LEVINSON JG. 1867 DEPORTIERT 1940 GURS RÉCÉBÉDOU 1943 NOÉ TOT 14.3.1944                                                           | Stadelhoferstraße 5 (Lage) resp. Hebelweg 6 | 12. Okt. 2010  |                                                                                  |
|                 | HIER WOHNTE VALESKA DOMBROWSKY GEB. BREDIG JG. 1871 GEDEMÜTIGT / ENTRECHTET FLUCHT IN DEN TOD 24.10.1940                                                          | Stadelhoferstraße 5 (Lage) resp. Hebelweg 6 | 12. Okt. 2010  | [ GB 96 ]                                                                        |
|                 | HIER WOHNTE THEKLA NEUBURGER JG. 1873 DEPORTIERT 1940 GURS RÉCÉBÉDOU TOT 15.1.1942                                                                                | Stadelhoferstraße 5 (Lage) resp. Hebelweg 6 | 12. Okt. 2010  | [ GB 97 ]                                                                        |
|                 | HIER WOHNTE DR. ARNOLD SACK JG. 1863 DEPORTIERT 1940 GURS TOT 21.11.1940                                                                                          | Stadelhoferstraße 14 (Lage)                 | 27. Jan. 2009  |                                                                                  |
|                 | HIER WOHNTE DR. WALDEMAR SACK JG. 1891 FLUCHT APRIL 1938 FRANKREICH TOT 30.6.1943                                                                                 | Stadelhoferstraße 14 (Lage)                 | 27. Jan. 2009  |                                                                                  |
|                 | HIER WOHNTE SOPHIE SACK GEB. RITTENBERG JG. 1890 FLUCHT NOV. 1938 FRANKREICH ÜBERLEBT                                                                             | Stadelhoferstraße 14 (Lage)                 | 27. Jan. 2009  |                                                                                  |
|                 | HIER WOHNTE HEINZ SACK JG. 1915 FLUCHT 1936 PRAG ÜBERLEBT IN FRANKREICH                                                                                           | Stadelhoferstraße 14 (Lage)                 | 27. Jan. 2009  |                                                                                  |
|                 | HIER WOHNTE ROBERT SACK JG. 1920 FLUCHT MAI 1937 SCHWEIZ ÜBERLEBT IN ENGLAND                                                                                      | Stadelhoferstraße 14 (Lage)                 | 27. Jan. 2009  |                                                                                  |
|                 | HIER WOHNTE ERNST BERENDT JG. 1878 IM CHRISTLICHEN WIDERSTAND VERHAFTET 1940 DACHAU ERMORDET 4.8.1942                                                             | Staufenbergstraße 8                         | 8. Nov. 2013   |                                                                                  |
|                 | HIER WOHNTE PHILIPP LIEBLICH JG. 1875 DEPORTIERT 1940 GURS TOT 8.5.1945                                                                                           | Stephanienstraße 2 (Lage)                   | 4. Nov. 2008   |                                                                                  |
|                 | HIER WOHNTE THEODOR ROSENTHAL JG. 1903 DEPORTIERT 1940 GURS 1941 ZWANGSARBEIT BEI LYON ÜBERLEBT                                                                   | Stephanienstraße 2 (Lage)                   | 12. Okt. 2010  |                                                                                  |
|                 | HIER WOHNTE EVELYNE ROSENTHAL GEBOREN 12.4.1941 IN GURS ÜBERLEBT                                                                                                  | Stephanienstraße 2 (Lage)                   | 12. Okt. 2010  |                                                                                  |
|                 | HIER WOHNTE LIESEL ROSENTHAL GEB. LIEBLICH JG. 1905 DEPORTIERT 1940 GURS ÜBERLEBT                                                                                 | Stephanienstraße 2 (Lage)                   | 12. Okt. 2010  |                                                                                  |
|                 | HIER WOHNTE UND ARBEITETE DOROTHEA EBERHARD JG. 1889 DEPORTIERT 1940 GURS TOT 18.1.1941                                                                           | Stephanienstraße 2 (Lage)                   | 12. Okt. 2010  |                                                                                  |
|                 | HIER WOHNTE UND ARBEITETE IRMA SCHLOSS JG. 1901 DEPORTIERT 1940 GURS 1942 AUSCHWITZ ERMORDET                                                                      | Stephanienstraße 2 (Lage)                   | 12. Okt. 2010  |                                                                                  |
|                 | HIER WOHNTE GERTRUD HERBST JG. 1902 DEPORTIERT 1940 GURS 1942 AUSCHWITZ ERMORDET                                                                                  | Stephanienstraße 2 (Lage)                   | 12. Okt. 2010  |                                                                                  |
|                 | HIER WOHNTE UND ARBEITETE ARTHUR ULLMANN JG. 1915 DEPORTIERT 1940 GURS 1942 AUSCHWITZ ERMORDET                                                                    | Stephanienstraße 2 (Lage)                   | 12. Okt. 2010  |                                                                                  |
|                 | HIER WOHNTE FRANZISKA KOHLBECKER JG. 1881 SEIT 1929 MEHRERE HEILANSTALTEN ‚VERLEGT‘ 4.5.1940 GRAFENECK ERMORDET 4.5.1940 ‚AKTION T4‘                              | Stephanienstraße 4 (Lage)                   | 18. Okt. 2021  | [ GB 98 ]                                                                        |
|                 | HIER WOHNTE LOUIS WEIL JG. 1858 DEPORTIERT 1940 GURS TOT 29.5.1941                                                                                                | Stephanienstraße 5 (Lage)                   | 4. Nov. 2008   |                                                                                  |
|                 | HIER WOHNTE FRIEDA KAYEM GEB. MAYER JG. 1875 DEPORTIERT 1942 GURS ERMORDET 1942 IN AUSCHWITZ                                                                      | Stephanienstraße 5 (Lage)                   | 4. Nov. 2008   |                                                                                  |
|                 | HIER WOHNTE IRMA KAYEM JG. 1899 DEPORTIERT 1940 GURS ERMORDET 1942 IN AUSCHWITZ                                                                                   | Stephanienstraße 5 (Lage)                   | 4. Nov. 2008   |                                                                                  |
|                 | HIER WOHNTE SIMON ACKERMANN JG. 1904 FLUCHT 1939 ENGLAND | Stephanienstraße 5 (Lage)                   | 18. Okt. 2021  |                                                                                  |
|                 | HIER WOHNTE FERNA ACKERMANN JG. 1935 FLUCHT 1939 ENGLAND | Stephanienstraße 5 (Lage)                   | 18. Okt. 2021  |                                                                                  |
|                 | HIER WOHNTE JOHANNA ACKERMANN GEB. LAZAR JG. 1903 FLUCHT 1939 ENGLAND                                                                                             | Stephanienstraße 5 (Lage)                   | 18. Okt. 2021  |                                                                                  |
|                 | HIER WOHNTE SOFIE LINK JG. 1884 SEIT 1930 MEHRERE HEILANSTALTEN ´VERLEGT´ 19.6.1940 GRAFENECK ERMORDET 19.6.1940 ´AKTION T4´                                      | Stephanienstraße 35 (Lage)                  | 18. Okt. 2021  |                                                                                  |
|                 | HIER WOHNTE LEOPOLD LESS JG. 1863 DPORTEIRT 1940 GURS TOT 25.10.1940                                                                                              | Vincentistraße 25                           | 27. Jan. 2009  |                                                                                  |
|                 | HIER WOHNTE ELSE LESS GEB. GRÜNBAUM JG. 1877 DEPORTIERT 1940 GURS ÜBERLEBT                                                                                        | Vincentistraße 25                           | 27. Jan. 2009  |                                                                                  |
|                 | HIER WOHNTE DR. HUGO HAUSER JG. 1880 DEPORTIERT 1940 GURS ERMORDET 1944 IN AUSCHWITZ                                                                              | Vincentistraße 26                           | 27. Jan. 2009  |                                                                                  |
|                 | HIER WOHNTE JOHANNA HAUSER GEB. HAUSER JG. 1889 DEPORTIERT 1940 GURS ERMORDET 1944 IN AUSCHWITZ                                                                   | Vincentistraße 26                           | 27. Jan. 2009  |                                                                                  |
|                 | HIER WOHNTE HANS HAUSER JG. 1913 FLUCHT 1939 ENGLAND ÜBERLEBT IN USA                                                                                              | Vincentistraße 26                           | 27. Jan. 2009  |                                                                                  |
|                 | HIER WOHNTE MAX GRÜNFELD JG. 1889 FLUCHT 1939 FRANKREICH VERHAFTET 1941 VERSCHIEDENE LAGER GEFLOHEN VERSTECKT GELEBT FLUCHT 1942 SCHWEIZ                          | Vincentistraße 30 (Lage)                    | 4. März 2020   |                                                                                  |
|                 | HIER WOHNTE ELFRIEDE GRÜNFELD GEB. METH JG. 1901 FLUCHT 1939 FRANKREICH 1942 SCHWEIZ                                                                              | Vincentistraße 30 (Lage)                    | 4. März 2020   |                                                                                  |
|                 | HIER WOHNTE MIRIAM GRÜNFELD JG. 1925 KINDERTRANSPORRT 1939 ENGLAND                                                                                                | Vincentistraße 30 (Lage)                    | 4. März 2020   |                                                                                  |
|                 | HIER WOHNTE WALTER GRÜNFELD JG. 1928 KINDERTRANSPORRT 1939 ENGLAND                                                                                                | Vincentistraße 30 (Lage)                    | 4. März 2020   |                                                                                  |
|                 | HIER WOHNTE JOSEF FLEISCHER JG. 1873 DEPORTIERT 1940 GURS TOT 18.9.1941                                                                                           | Weinbergstraße 7 (Lage)                     | 12. Okt. 2010  |                                                                                  |
|                 | HIER WOHNTE EMILIE FLEISCHER GEB. FREUND JG. 1876 DEPORTIERT 1940 GURS ÜBERLEBT                                                                                   | Weinbergstraße 7 (Lage)                     | 12. Okt. 2010  |                                                                                  |
|                 | HIER WOHNTE ERNESTINE COHN GEB. FENKEL JG. 1868 DEPORTIERT 1940 GURS RECEBEDOU TOT 11.3.1942                                                                      | Weinbergstraße 7 (Lage)                     | 12. Okt. 2010  |                                                                                  |
|                 | HIER WOHNTE KARL JOHANN KOCHLER JG. 1885 EINGEWIESEN 1923 KREISPFLEGEHEIM HUB ´VERLEGT´ 21.10.1940 GRAFENECK ERMORDET 21.10.1940 ´AKTION T4´                      | Weinbergstraße 19 (Lage)                    | 4. März 2020   | [ 3 ]                                                                            |
|                 | HIER WOHNTE FRIEDRICH GROSS JG. 1880 IM WIDERSTAND / SPD VERHAFTET 1944 AKTION ´GITTER´ DACHAU ERMORDET 3.11.1944 MAUTHAUSEN                                      | Weinbergstraße 41 (Lage)                    | 9. Sep. 2015   | [ GB 99 ]                                                                        |
|                 | HIER WOHNTE SALLY KATZENSTEIN JG. 1865 DEPORTIERT 1940 GURS NOÉ TOT 4.9.1942                                                                                      | Werderstraße 5                              | 12. Okt. 2010  | [ GB 100 ]                                                                       |
|                 | HIER WOHNTE ELSA SAENGER GEB. BELMONTE JG. 1878 DEPORTIERT 1940 GURS 1944 AUSCHWITZ ERMORDET                                                                      | Werderstraße 5                              | 12. Okt. 2010  | [ GB 101 ]                                                                       |
|                 | HIER WOHNTE UND ARBEITETE THEKLA ISAACSOHN GEB. MANDEL JG. 1869 DEPORTIERT 1940 GURS TOT 3.5.1941                                                                 | Werderstraße 24 (Lage)                      | 12. Okt. 2010  |                                                                                  |
|                 | HIER WOHNTE UND ARBEITETE ROSA GOLDSCHMIDT JG. 1889 DEPORTIERT 1940 GURS 1942 AUSCHWITZ ERMORDET                                                                  | Werderstraße 24 (Lage)                      | 12. Okt. 2010  | [ GB 102 ]                                                                       |
|                 | HIER WOHNTE UND ARBEITETE LUDWIG GEISMAR JG. 1896 DEPORTIERT 1940 GURS 1942 AUSCHWITZ ERMORDET                                                                    | Werderstraße 24 (Lage)                      | 12. Okt. 2010  |                                                                                  |
|                 | HIER WOHNTE UND ARBEITETE LINA GEISMAR GEB. KATZ JG. 1894 DEPORTIERT 1940 GURS 1942 AUSCHWITZ ERMORDET                                                            | Werderstraße 24 (Lage)                      | 12. Okt. 2010  |                                                                                  |
|                 | HIER WOHNTE UND ARBEITETE MARION SPIER JG. 1908 DEPORTIERT 1940 GURS 1942 AUSCHWITZ ERMORDET                                                                      | Werderstraße 24 (Lage)                      | 12. Okt. 2010  | [ GB 103 ]                                                                       |
|                 | HIER WOHNTE KATHARINA PREIS JG. 1913 DEPORTIERT 1940 GURS ERMORDET IN AUSCHWITZ                                                                                   | Werderstraße 24 (Lage)                      | 12. Okt. 2010  | [ GB 104 ]                                                                       |
|                 | HIER WOHNTE GERTRUD KATZ GEB. LADENBURG JG. 1887 DEPORTIERT 1944 THERESIENSTADT BEFREIT / ÜBERLEBT                                                                | Winterhalterstraße 1 (Lage)                 | 9. Sep. 2015   | [ GB 105 ]                                                                       |
|                 | HIER WOHNTE MARIA VIERLING GEB. LADENBURG JG. 1880 DEPORTIERT 1944 THERESIENSTADT BEFREIT / ÜBERLEBT                                                              | Winterhalterstraße 1 (Lage)                 | 9. Sep. 2015   | [ GB 106 ]                                                                       |
|                 | HIER WOHNTE MARTHA WINGENROTH GEB. LADENBURG JG. 1877 DEPORTIERT 1944 THERESIENSTADT BEFREIT / ÜBERLEBT                                                           | Winterhalterstraße 1 (Lage)                 | 9. Sep. 2015   | [ GB 107 ]                                                                       |
|                 | HIER WOHNTE JACOB TEUTSCH JG. 1873 DEPORTIERT 1940 GURS ERMORDET 1942 IN AUSCHWITZ                                                                                | Zeppelinstraße 2 (Lage)                     | 27. Jan. 2009  | [ GB 108 ]                                                                       |
|                 | HIER WOHNTE GERTRUD TEUTSCH GEB. DREYFUSS JG. 1888 DEPORTIERT 1940 GURS ERMORDET 1942 IN AUSCHWITZ                                                                | Zeppelinstraße 2 (Lage)                     | 27. Jan. 2009  | [ GB 109 ]                                                                       |
|                 | HIER WOHNTE FRIEDRICH MAIER JG. 1894 VERHAFTET 1935 ZUCHTHAUS LUDWIGSBURG PAPENBURG DACHAU ERMORDET 14.4.1940                                                     | Zimmerstraße 1 (Lage)                       | 26. Nov. 2014  | [ GB 110 ]                                                                       |